# KFC Nijlen
Dernière mise à jour : 29 juin 2018.
Le Koninklijke Football Club Nijlen (ou K. FC Nijlen) est un club de football belge localisé dans la commune de Nijlen dans la Province d'Anvers. Affilié à la Fédération depuis 1927, ce club porte le matricule 1065. Ses couleurs sont le bleu et le blanc.
Ce club porta le nom de FC SV Nijlen entre 1965 et 1997. Il évolue en Division 3 Amateur lors de la saison 2018-2019. C'est sa 34e saison dans les séries nationales belges.

## Football à Nijlen
La commune de Nijlen connut de nombreux clubs de football différents. Une association appelée Eendracht Nijlen s'affilia à la Fédération dès 1921, mais elle en démissionna dans le courant de l'année 1926, soit avant la mise en œuvre des numéros matricule.
En 1927, le FC Nijlen rejoignit l'URBSFA. Si on ne connaît pas l'année exacte de la fondation de ce club, on peut penser, sans risque de se tromper fortement, que ses fondateurs eurent des liens avec l'Eendracht.
En 1928, deux autres clubs de la localité s'affiliérent à l'Union Belge, mais l'un comme l'autre disparurent en 1934 et 1942.
Quand en 1946, une entité dénommée SV Nijlen prit son affiliation fédérale, on peut se dire que des membres des clubs dissous précédemment s'y retrouvèrent.
De nos jours encore, Nijlen compte plusieurs autres clubs, mais ils sont pour la plupart affiliés à des ligues amateures différentes de l'URBSFA. Les communes de Bevel et Kessel reprises dans le "Grand-Nijlen" depuis la fusion des communes disposent aussi d'anciens clubs de football. Le Bevel FC joua d'ailleurs trois saisons en séries nationales de 1943 à 1947.

## Le club
Le matricule 1065 connut son heure de gloire aux alentours de la Seconde Guerre mondiale. Promu en "nationale", en 1937, le club y séjourna jusqu'en 1958, soit 18 saisons. En 1950, le club manqua de peu la montée au deuxième niveau national mais fut finalement devancé par le Helzold FC Zolder.
Lors des années 1970, le club devenu FC SV Nijlen rejoua en séries nationales. En 1968, il loupa la montée en "D3" en terminant derrière le SC Maccabi. Dans les années 1980, le matricule 1065, remonta en Promotion. Il y resta cinq saisons, mais ne fit pas mieux qu'une 6e place.
Ayant repris sa dénomination d'origine en 1997, le FC Nijlen fit encore une brève apparition lors de la saison 1998-1999.
En mai 2015, le K. FC Nijlen remporte le tour final de P1 anversoise, devant Schriek et gagne le droit de retrouver les séries nationales après une absence de 17 ans.

## Historique
- 1921 : 20/01/1921, Affiliation de EENDRACHT NIJLEN à l'URBSFA.
- 1926 : 15/06/1926, EENDRACHT NIJLEN démissionna de l'URBSFA.

- 1927 : Affiliation de FOOTBALL CLUB NIJLEN à l'URBSFA qui lui attribua le matricule 1065.
- 1928 : 10/10/1928, Affiliation de GROEN WIT NIJLEN à l'URBSFA qui lui attribua le matricule 1332.
- 1928 : 21/11/1928, Affiliation de NIJLEN SPORTVIENDEN à l'URBSFA qui lui attribua le matricule 1350.
- 1934 : 02/02/1934, GROEN WIT NIJLEN arrêta ses activités. Le matricule 1332 fut radié.
- 1937 : FOOTBALL CLUB NIJLEN (1065) accéda pour la première fois aux séries nationales. Le club y resta 18 saisons.
- 1942 : 23/09/1942, NIJLEN SPORTVRIENDEN arrêta ses activités. Le matricule 1350 fut radié.
- 1946 : 19/01/1946, Affiliation de FOOTBALL CLUB SPORTVRIENDEN NIJLEN à l'URBSFA qui lui attribua le matricule 4435. - Probable reconstitution du club dissous en 1942.
- 1957 : FOOTBALL CLUB NIJLEN (1065) fut reconnu Société Royale et prit, peu après, le nom de KONINKLIJKE FOOTBALL CLUB NIJLEN (1065).
- 1965 : 01/07/1965, Fusion entre KONINKLIJKE FOOTBALL CLUB NIJLEN (1065) et FOOTBALL CLUB SPORTVRIENDEN NIJLEN (4435) pour former KONINKLIJKE FOOTBALL CLUB DE SPORTVRIENDEN NIJLEN (1065). Le matricule 4435 disparut.
- 1984 : 01/04/1984, Affiliation de SPORTING NIJLEN à l'URBSFA qui lui attribua le matricule 8946.
- 1997 : 01/07/1997, KONINKLIJKE FOOTBALL CLUB DE SPORTVRIENDEN NIJLEN (1065) changea sa dénomination en KONINKLIJKE FOOTBALL CLUB NIJLEN (1065).
- 1997 : 15/07/1997, SPORTING NIJLEN arrêta ses activités. Le matricule 8946 fut radié.

- 2014 : 17/05/2015, KONINKLIJKE FOOTBALL CLUB DE SPORTVRIENDEN NIJLEN (1065) gagne le tour final de P1 anversoise et obtient le droit de remonter en séries nationales.

## Résultats dans les divisions nationales
Statistiques mises à jour le 30 juin 2018

### Bilan
| Niv | Divisions     | Jouées | Titres | TM Up | TM Down |
| --- | ------------- | ------ | ------ | ----- | ------- |
| I   | 1re nationale | 0      | 0      |       |         |
| II  | 2e nationale  | 0      | 0      |       |         |
| III | 3e nationale  | 12     | 0      |       |         |
| IV  | 4e nationale  | 19     | 0      |       |         |
| V   | 5e nationale  | 2      | 0      |       |         |
|     |               |        |        |       |         |
|     | TOTAUX        | 33     | 0      | 0     | 0       |

- TM Up : test-match pour départager des égalités, ou toutes formes de Barrages ou de Tour final pour une montée éventuelle.
- TM Down : test-match pour départager des égalités, ou toutes formes de Barrages ou de Tour final pour le maintien.

### Classements saison par saison
| Ordre                     | Saison  | Nom du club     | Niveau                         | Classement final | Remarques     |
| ------------------------- | ------- | --------------- | ------------------------------ | ---------------- | ------------- |
| 1                         | 1937-38 | FC Nijlen       | Promotion (D3) série A         | 8e/14            |               |
| 2                         | 1938-39 | FC Nijlen       | Promotion (D3) série D         | 7e/14            |               |
| Compétitions interrompues |         |                 |                                |                  |               |
| 3                         | 1941-42 | FC Nijlen       | Promotion (D3) série B         | 6e/11            |               |
| 4                         | 1942-43 | FC Nijlen       | Promotion (D3) série C         | 10e/15           |               |
| 5                         | 1943-44 | FC Nijlen       | Promotion (D3) série B         | 12e/16           |               |
| Compétitions interrompues |         |                 |                                |                  |               |
| 6                         | 1945-46 | FC Nijlen       | Promotion (D3) série B         | 4e/19            |               |
| 7                         | 1946-47 | FC Nijlen       | Promotion (D3) série A         | 4e/18            |               |
| 8                         | 1947-48 | FC Nijlen       | Promotion (D3) série D         | 10e/16           |               |
| 9                         | 1948-49 | FC Nijlen       | Promotion (D3) série C         | 3e/16            |               |
| 10                        | 1949-50 | FC Nijlen       | Promotion (D3) série D         | 2e/16            | [ saisons 1 ] |
| 11                        | 1950-51 | FC Nijlen       | Promotion (D3) série A         | 5e/16            |               |
| 12                        | 1951-52 | FC Nijlen       | Promotion (D3) série D         | 14e/16           | Relégué!      |
| 13                        | 1952-53 | FC Nijlen       | Promotion série C              | 11e/16           |               |
| 14                        | 1953-54 | FC Nijlen       | Promotion série C              | 12e/16           |               |
| 15                        | 1954-55 | FC Nijlen       | Promotion série A              | 8e/16            |               |
| 16                        | 1955-56 | FC Nijlen       | Promotion série B              | 8e/16            |               |
| 17                        | 1956-57 | FC Nijlen       | Promotion série C              | 13e/16           |               |
| 18                        | 1957-58 | K. FC Nijlen    | Promotion série B              | 15e/16           | Relégué!      |
| séries provinciales       |         |                 |                                |                  |               |
| 19                        | 1966-67 | K. FC SV Nijlen | Promotion série C              | 11e/16           |               |
| 20                        | 1967-68 | K. FC SV Nijlen | Promotion série B              | 2e/16            | [ saisons 3 ] |
| 21                        | 1968-69 | K. FC SV Nijlen | Promotion série C              | 8e/16            |               |
| 22                        | 1969-70 | K. FC SV Nijlen | Promotion série B              | 6e/16            |               |
| 23                        | 1970-71 | K. FC SV Nijlen | Promotion série C              | 8e/16            |               |
| 24                        | 1971-72 | K. FC SV Nijlen | Promotion série C              | 16e/16           | Relégué!      |
| séries provinciales       |         |                 |                                |                  |               |
| 25                        | 1980-81 | K. FC SV Nijlen | Promotion série B              | 9e/16            |               |
| 26                        | 1981-82 | K. FC SV Nijlen | Promotion série C              | 6e/16            |               |
| 27                        | 1982-83 | K. FC SV Nijlen | Promotion série B              | 6e/16            |               |
| 28                        | 1983-84 | K. FC SV Nijlen | Promotion série B              | 6e/16            |               |
| 29                        | 1984-85 | K. FC SV Nijlen | Promotion série B              | 15e/16           | Relégué!      |
| séries provinciales       |         |                 |                                |                  |               |
| 30                        | 1998-99 | K. FC Nijlen    | Promotion série B              | 14e/16           | Relégué!      |
| séries provinciales       |         |                 |                                |                  |               |
| 31                        | 2015-16 | K. FC Nijlen    | Promotion série C              | 11e/16           | Relégué!      |
| 32                        | 2016-17 | K. FC Nijlen    | Division 3 Amateur VFV série B | 10e/16           |               |
| 33                        | 2017-18 | K. FC Nijlen    | Division 3 Amateur VFV série B | 7e/16            |               |